# لويس أجييمانغ
لويس أجييمانغ (بالإنجليزية: Louis Agyemang)‏ (4 أبريل 1983 في غانا - ) هو لاعب كرة قدم غاني في مركز الهجوم، شارك في كأس الأمم الأفريقية 2006. وشارك مع منتخب غانا لكرة القدم. أما مع النوادي، فقد لعب مع أشانتي غولد وأشانتي كوتوكو والنجم الرياضي الساحلي ونادي كايزر تشيفز ونادي هارتس أوف أوك وDynamos F.C. (South Africa) ‏ ونادي ميدياما.

## وصلات خارجية
- لويس أجييمانغ على موقع قاعدة بيانات كرة القدم.إي يو (الإنجليزية)
- لويس أجييمانغ على موقع ناشيونال فوتبول تيمز (الإنجليزية)